# 25 Cancri
25 Cancri, som är stjärnans Flamsteed-beteckning, är en dubbelstjärna, belägen i den mellersta delen av stjärnbilden Kräftan och har även Bayer-beteckningen d2 Cancri. Den har en kombinerad skenbar magnitud av ca 6,11 och är mycket svagt synlig för blotta ögat där ljusföroreningar ej förekommer. Baserat på parallax enligt Gaia Data Release 2 på ca 9,4 mas, beräknas den befinna sig på ett avstånd på ca 348 ljusår (ca 107 parsek) från solen. Den rör sig bort från solen med en heliocentrisk radialhastighet på ca 37 km/s. Paret har en relativt stor egenrörelse och rör sig över himlavalvet med en vinkelhastighet av 0,455 bågsekunder per år.

## Egenskaper
Primärstjärnan 25 Cancri A är en gul till vit stjärna i huvudserien av spektralklass F6 V. Cowley (1976) listade den med spektralklass F5 IIIm?,  vilket antyder att det kan vara en Am-stjärna. Detta har dock inte bekräftats. Den har en massa som är ca 1,5 solmassor, en radie som är ca 2 solradier och utsänder från dess fotosfär ca 6,6 gånger mera energi än solen vid en effektiv temperatur av ca 6 500 K.
Följeslagaren är 4,19 magnituder svagare än primärstjärnan, och ligger med en vinkelseparation av 16,798 bågsekunder vid en positionsvinkel av 310° år 2013. Om paret är gravitationsbundet, kretsar de runt varandra med en period av ca 4,05 miljoner år.